# Олуфунва, Олударе
Олюдаре Самуэль Араба Олуфунва (англ. Oludare Samuel Araba Olufunwa; род. 29 июля 2001, Саутгемптон, Юго-Восточная Англия) — английский футболист нигерийского происхождения, защитник клуба «Гнистан».

## Карьера

### «Сент-Джонстон»

#### Начало карьеры
Воспитанник футбольной академии английского клуба «Саутгемптон». В июле 2020 года футболист подписал с клубом свой первый профессиональный контракт, рассчитанный на 2 сезона. После окончания срока действия контракта в августе 2022 года футболист присоединился к академии «Ливерпуля», где продолжил выступать в молодёжном составе в возрастной категории до 21 года, который затем покинул по завершении сезона. В начале августа 2023 года футболист на правах свободного агента футболист присоединился к шотландскому клубу «Сент-Джонстон», с которым заключил двухлетний контракт. Дебютировал за клуб футболист 5 августа 2023 года в матче против клуба «Харт оф Мидлотиан», выйдя на поле в стартовом составе. По итогу сезона футболист вместе с клубом завершил чемпионат на итоговом десятом месте. На протяжении сезона футболист выступал за клуб в роли игрока замены, результативными действиями не отличившись.

#### Аренда в «Гамильтон Академикал»
В начале нового сезона футболист редко попадал в заявку основной команды, на поле так и не выйдя. В сентябре 2024 года футболист на правах арендного соглашение присоединился к шотландскому клубу «Гамильтон Академикал», соглашение с которым рассчитано до января 2025 года. Дебютировал за клуб футболист 14 сентября 2024 года в матче против клуба «Ливингстон», выйдя на замену на 81 минуте. Однако закрепиться в основной команде клуба у футболиста так и не выло, за первую половину сезона проведя всего лишь 4 матча во всех турнирах, результативными действиями не отличившись. В начале января 2025 года футболист покинул клуб по окончании срока действия арендного соглашения. Вернувшись в «Сент-Джонстон» футболист так и не был заигран за клуб, который затем покинул в апреле 2025 года, расторгнув контракт по соглашению сторон.

### «Гнистан»
В апреле 2025 года футболист на правах свободного агента присоединился к финскому клубу «Гнистан», подписав контракт до конца сезона с опцией продления ещё на год. Дебютировал за клуб футболист 3 мая 2025 года в матче против клуба «Мариехамн», выйдя на замену на 80 минуте. Дебютным забитым голом за клуб футболист отличился 7 мая 2025 годжа в матче Кубка Финляндии против клуба ЯПС II.